# ゲオルク・シュミット
ゲオルク・シュミット（Georg Schmid, 1907年11月29日 - 1984年10月26日）は、ドイツのヴィオラ奏者。

## 経歴
ミュンヘン音楽院でヴァレンティン・ヘルトルとフィリップ・ハースにヴァイオリンを学ぶ。1940年から1950年までフロイント四重奏団のヴィオラ奏者を務め、1950年から1960年までケール三重奏団に参加。

## ディスコグラフィ
- Hindemith, Paul; Steurer, Hugo (1960s). In memoriam Paul Hindemit. Colosseum. OCLC 4721845
- Brahms, Johannes (1967). Sonata no. 1 in F minor for viola and piano, op. 120 ; Sonata no. 2 in E flat major for viola and piano, op. 120. Musical Heritage Society. OCLC 10612361